# Type 16 MCV

Il Type 16 Maneuver Combat Vehicle (16式機動戦闘車, Hitoroku shiki kidōsentōsha) è un veicolo blindato da combattimento su ruote in servizio nella Japan Ground Self-Defense Force. Spesso abbreviato in Type 16 MCV, è anche conosciuto con il nome giapponese  Kidōsentōsha che è la traduzione equivalente di Maneuver Combat Vehicle.
Il Type 16 MCV è costruito da Mitsubishi Heavy Industries, ed è molto simile al cacciacarri americano Stryker e al blindato italiano Centauro.

## Sviluppo
Lo sviluppo del Type 16 MCV fu avviato nel 2007 dal Technical Research and Development Institute (TRDI) del Ministero della Difesa giapponese che costruì alcuni prototipi del veicolo, mostrandone ufficialmente un esemplare il 9 ottobre 2013.

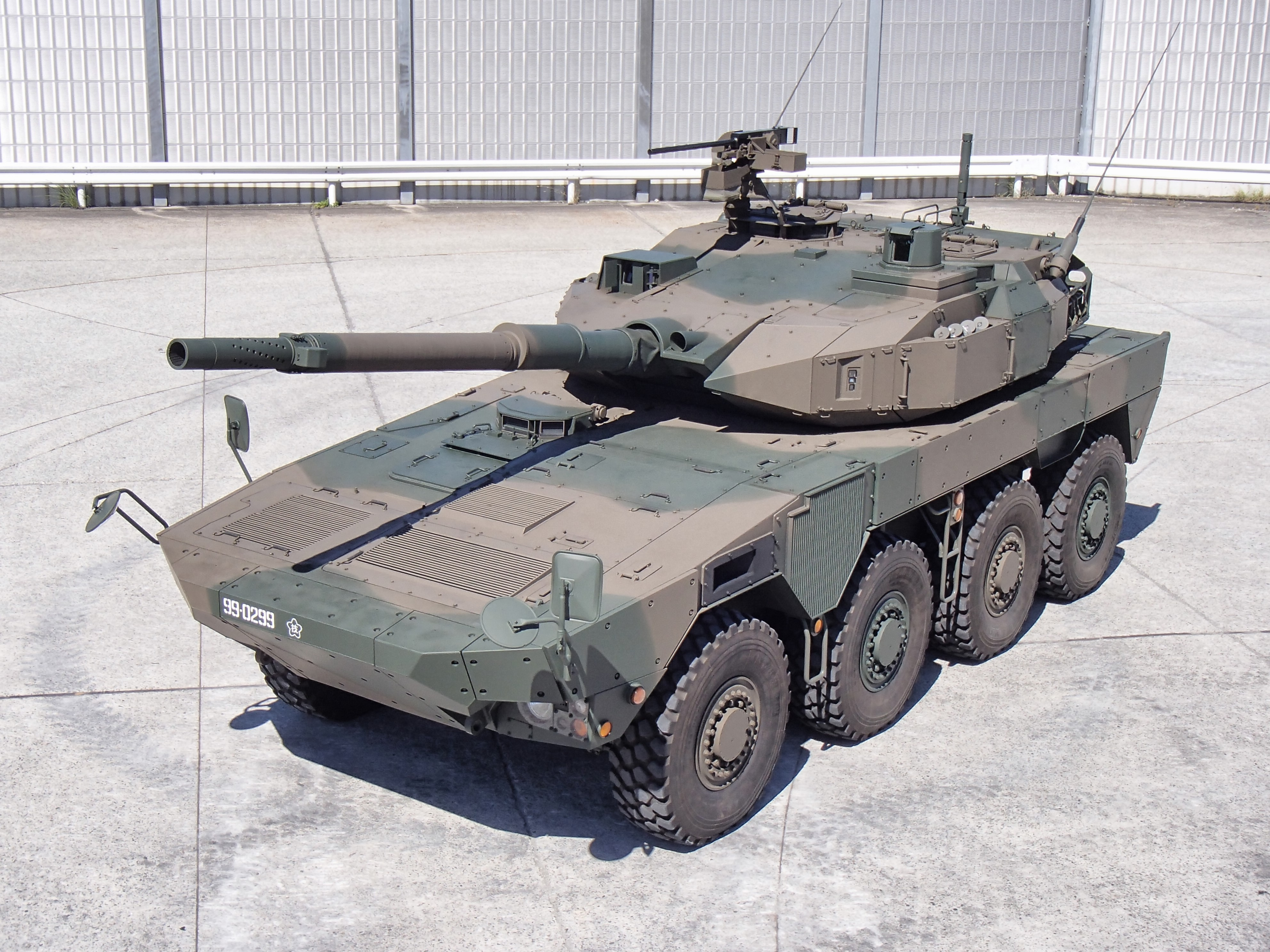
Il prototipo del Type 16 MCV.

I test di questi prototipi furono effettuati dal 2014 al 2015, e portarono all'accettazione e all'entrata in servizio nel 2016. La produzione in serie fu affidata a Mitsubishi Heavy Industries. Inizialmente il veicolo era chiamato con il nome inglese Mobile Combat Vehicle, ma nel 2011 fu cambiato in Maneuver Combat Vehicle. Gli esemplari della produzione in serie differiscono dai prototipi per l'adozione di una nuova torretta più affusolata e con le parti anteriori inclinate.

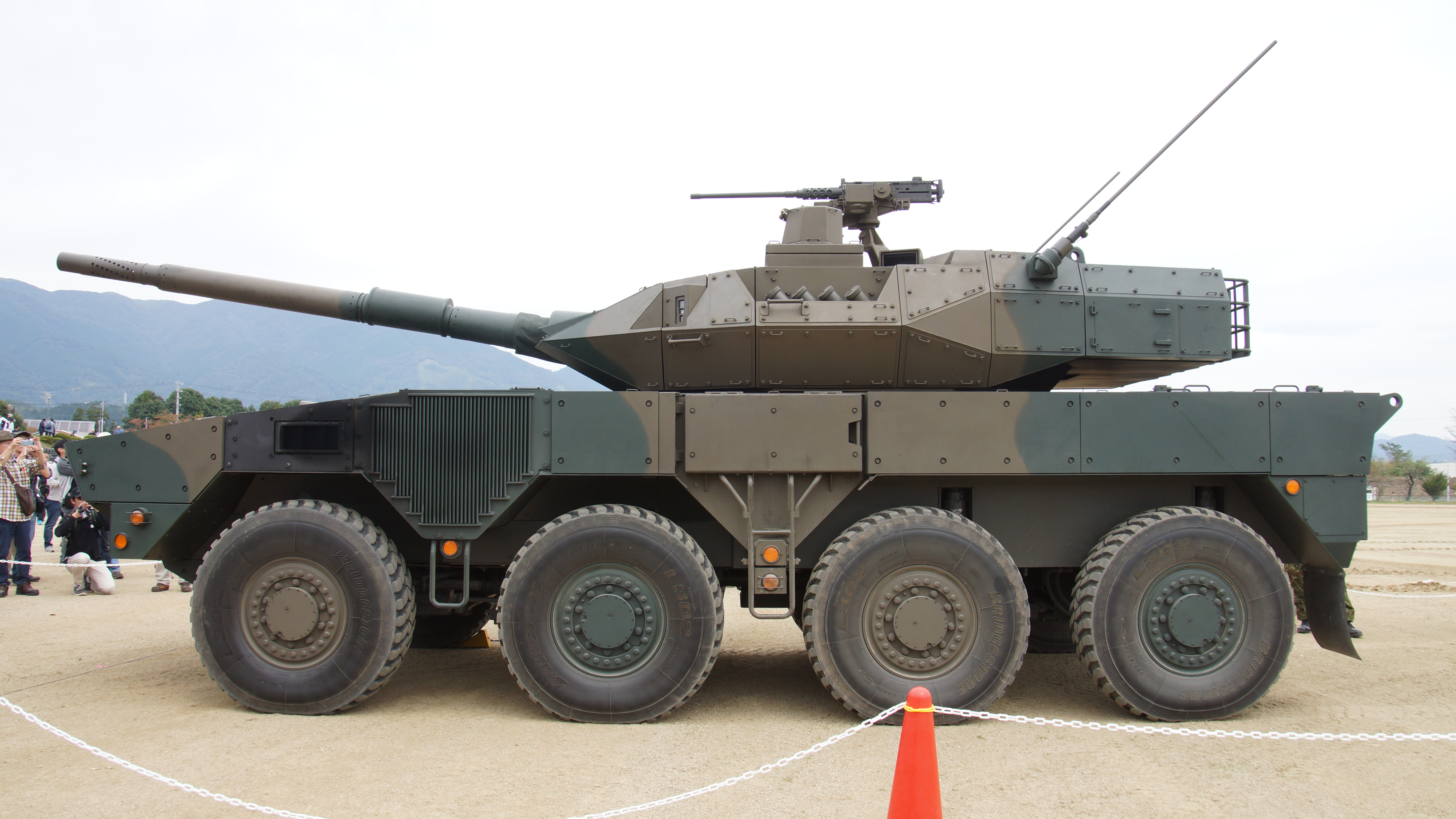
Vista laterale del Type 16 MCV con la differente torretta montata sugli esemplari di serie.

Lo scopo della realizzazione di questo nuovo veicolo da combattimento risiede nella necessità di fornire una potenza di fuoco pari a quella di un carro armato, ma con la mobilità di un blindato. Infatti il Type 16 MCV può percorrere più facilmente le strade a elevata velocità,  ma soprattutto può essere caricato agevolmente sugli aerei cargo e le navi da trasporto, e ciò è cruciale per la difesa di una nazione insulare come il Giappone.

## Caratteristiche tecniche
Il Type 16 MCV pesa 26 tonnellate, ha una lunghezza di 8,45 metri e una larghezza di 2,98 metri. Il motore diesel da 570 CV consente  al veicolo di raggiungere una velocità massima di 100 km/h con un'autonomia di 400 km, e inoltre il sistema di trazione integrale 8x8 su gomma gli permette un'eccellente mobilità. Le sospensioni sono costituite da ammortizzatori idraulici verticali, e sono a doppio braccio oscillante, così da poter fornire una sospensione indipendente per ogni ruota. La potenza viene trasmessa attraverso un albero motore al centro del fondo del veicolo, e viene distribuita a ciascuna ruota attraverso un differenziale. La sterzata viene effettuata girando le ruote dei due assi anteriori.

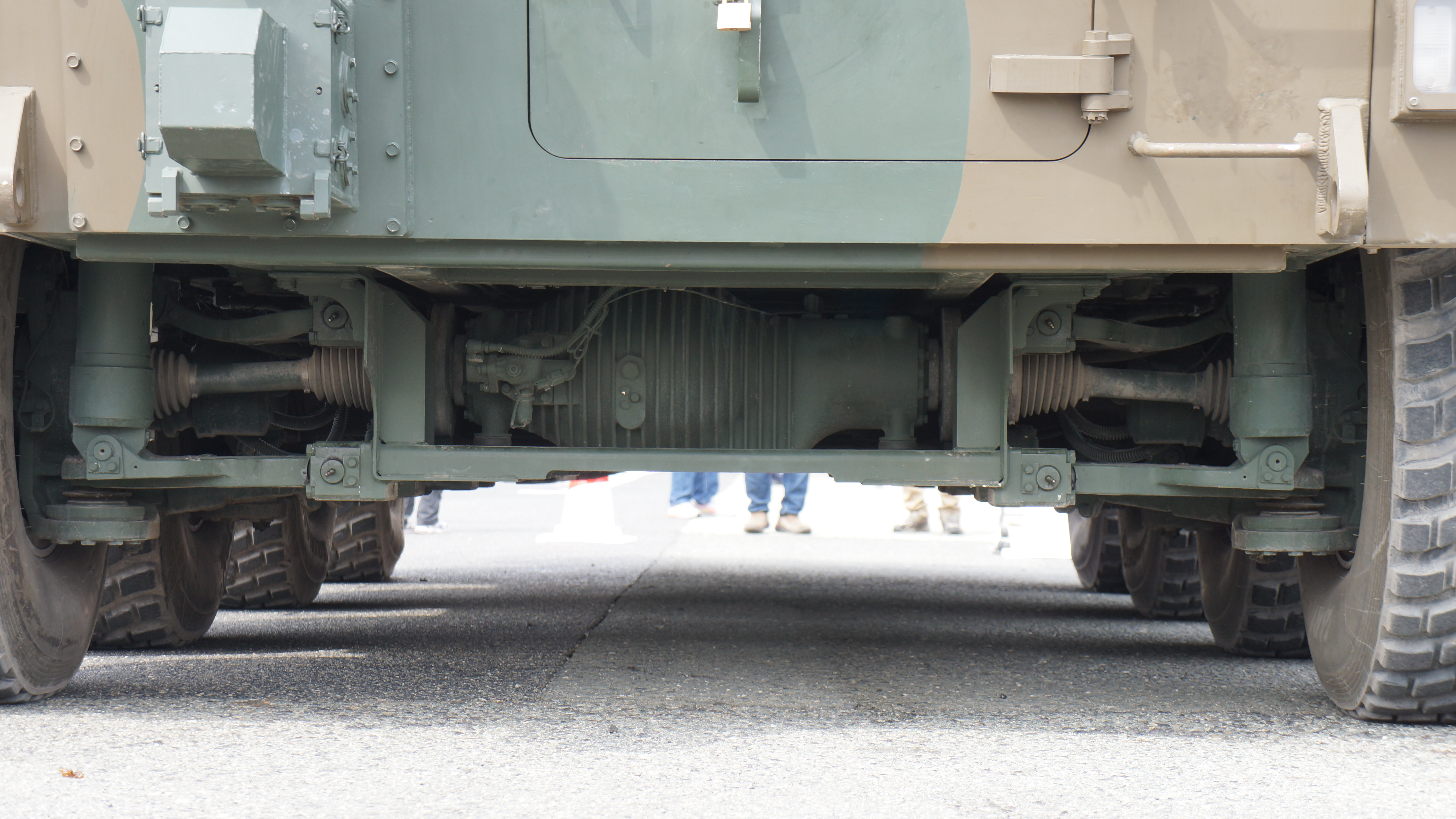
Le sospensioni con ammortizzatori idraulici e doppi bracci trasversali.

L'arma principale è il cannone rigato da 105/52 mm progettato e costruito da Japan Steel Works, a cui si aggiungono una mitragliatrice coassiale Sumitomo Type 74  da 7,62 mm e una mitragliatrice brandeggiabile Browning M2HB da 12,7 mm. Il cannone è montato in una grossa torretta che ha un'ottima manovrabilità, e può sparare indifferentemente nella posizione frontale, laterale e posteriore, potendo coprire ogni angolo intorno al veicolo.

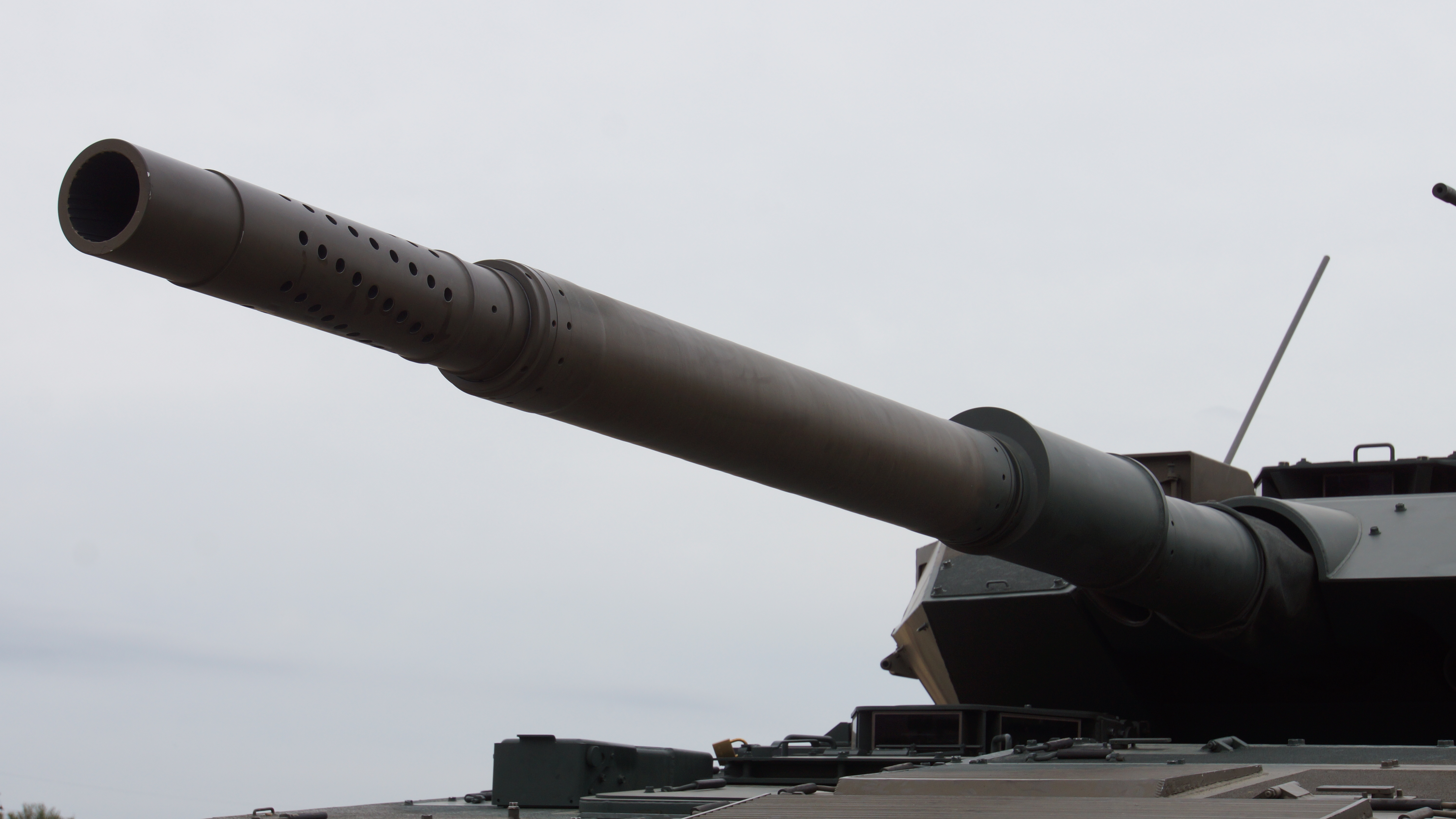
Il cannone da 105/52 mm prodotto da Japan Steel Works.

Il munizionamento per il cannone include penetratori a energia cinetica APFSDS e proiettili esplosivi multiimpiego HEAT-MP. Il veicolo trasporta 40 proiettili per il cannone, di cui 15 nella torretta immediatamente disponibili, e i restanti nel deposito all'interno.

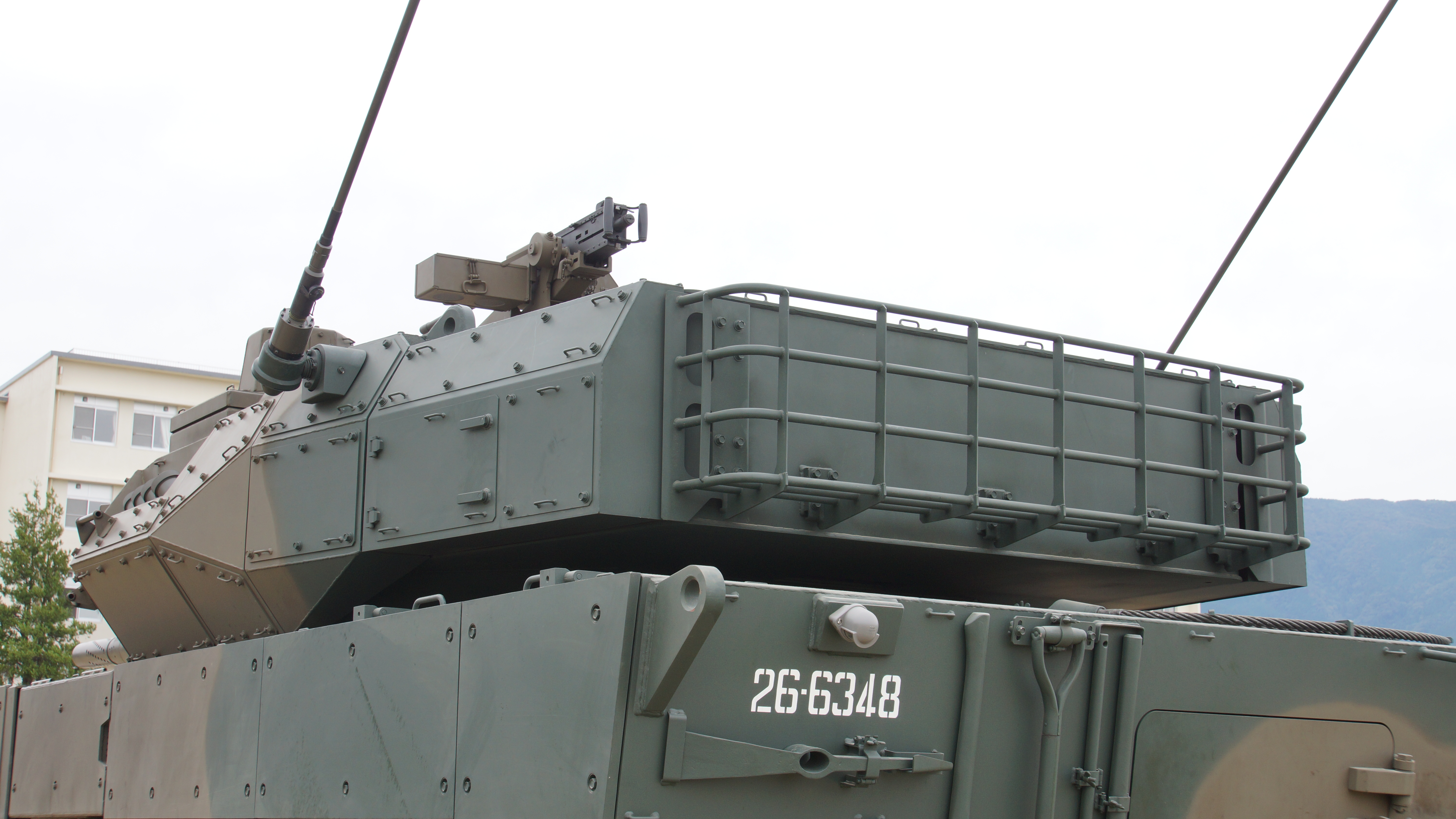
La parte posteriore della torretta.

La corazzatura è costruita con piastre di acciaio antiproiettile saldate e materiali compositi, ed è modulare così che i componenti possano essere facilmente smontati e sostituiti se danneggiati.
Il sistema di controllo del tiro è identico a quello del carro armato Type 10, e utilizza avanzati dispositivi ottici.